# Surtr

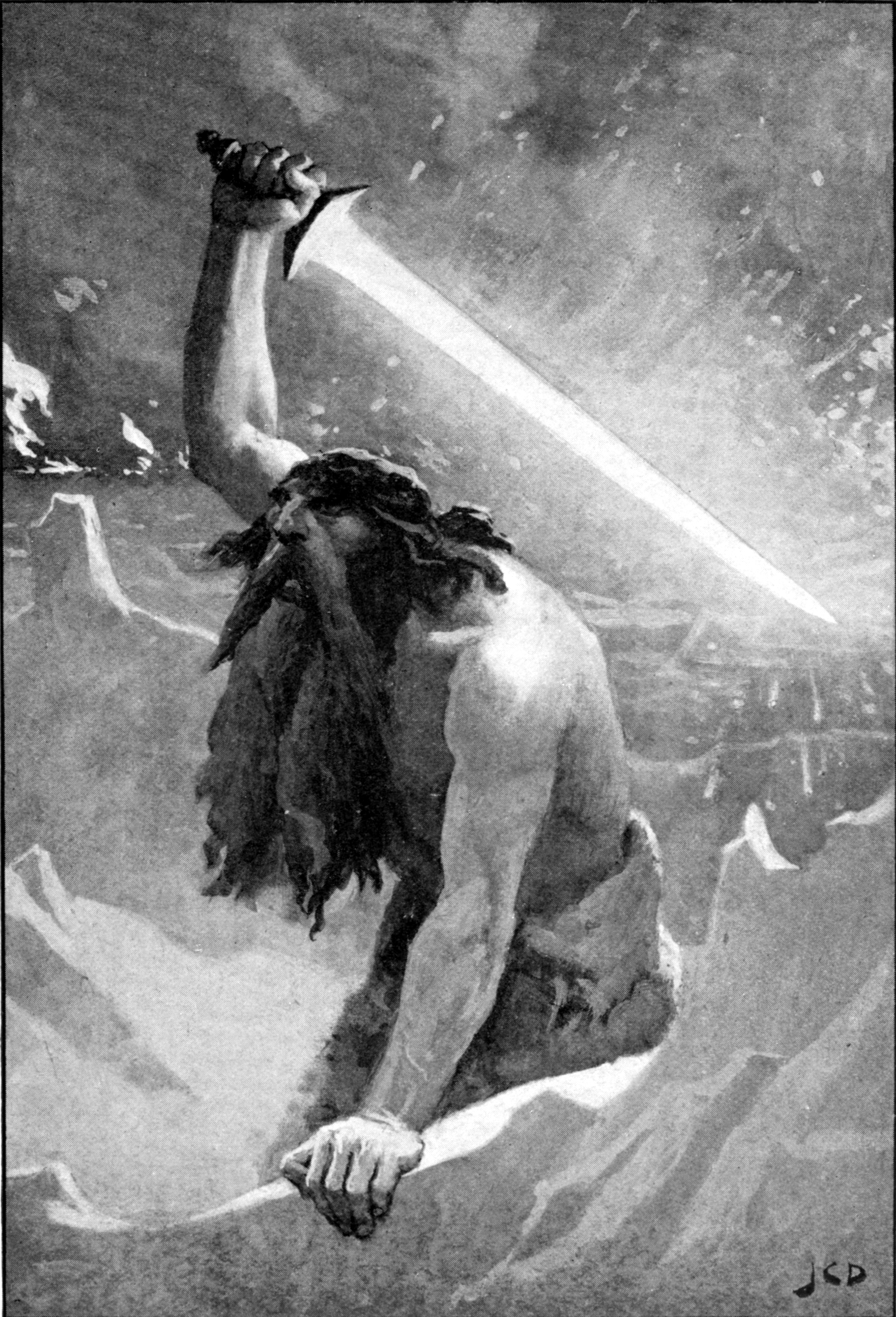
Surtr

Surtr (Szurt) a skandináv mitológia alakja, Muspellheim ura, a tűzóriások vezére. A Ragnarök („istenek alkonya” vagy „istenek végzete”) alkalmával tüzes kardjával harcol, és felégeti a világot. Kardja, a Gambantein (Völund-kard) akkor lesz tüzes, ha azt egy óriás használja, de ugyanakkor az óriások végzete is lesz. A Ragnarökben Frey és Surtr összecsap és egymás halálát okozzák.

## Eredete
Surtr az első élőlények között van a skandináv mitológia világában. Muspellheimben, a tűz világában élt. Szikrákat és lángokat dobált a Ginnungagap jegére. A tűzből és a jégből gőzfelhők keletkeztek, amelyek megszilárdultak és leereszkedtek a szakadék aljára és képezték az ős anyagot. Amikor a teremtő erő, a bölcsesség forrásából, átitatta ezt, két lény keletkezett, Audhumla egy hatalmas tehén, és Ymir az ősóriás.

## A mítoszban
Az Edda többször is említi Surtr (Szurt) nevét.
Például amikor a völva Odinnak jósol a Ragnarökről:
„Megremeg Yggdraszill,

a magas kőris,

jajdul agg törzs s ág,

szabadul az óriás.

Hél útjára rettegve

hágnak a hősök,

míg Szurt lángja

mindent elnyel, felemészt.”
Vagy amikor Odin Valftrudnirt faggatja a jövőről:
Ódin szólott:
„Sok utat megjártam,

sokat megéltem,

sok erőt mértem;

mondd, mely áz istenek

lakoznak majd Ázgárdban,

ha Szurt szent lángja lohad?”
Vaftrúdnir szólott:
„Vídar és Váli vonul

az isteni szentélybe,

ha Szurt szent lángja lohad;

Módi és Magni kapja

Mjölnirt, ha Tór kezéből

tehetetlen kihull.”

## Fordítás
- Ez a szócikk részben vagy egészben  a   Surt című svéd Wikipédia-szócikk fordításán alapul.  Az eredeti cikk szerkesztőit annak laptörténete sorolja fel. Ez a jelzés csupán a megfogalmazás eredetét és a szerzői jogokat jelzi, nem szolgál a cikkben szereplő információk forrásmegjelöléseként.
- Ez a szócikk részben vagy egészben  a   Surtr című angol Wikipédia-szócikk fordításán alapul.  Az eredeti cikk szerkesztőit annak laptörténete sorolja fel. Ez a jelzés csupán a megfogalmazás eredetét és a szerzői jogokat jelzi, nem szolgál a cikkben szereplő információk forrásmegjelöléseként.